# Jeanne d'Arc Vichy Basket
Maillots
Actualités
Dernière mise à jour : 9 août 2024.
La Jeanne d'Arc Vichy Basket, plus communément appelé JA Vichy ou JAV, est un club de basket-ball français évoluant en Pro B, le 2e échelon national, pour la saison 2024-2025.
| \| Vichy \| Le club est basé à Vichy. |
| Vichy                                 |

Le club de la Jeanne d'Arc de Vichy, basé à Vichy a été fondé en 1914. Elle intègre une section basket-ball en 1933.

## Histoire du club

### Les débuts
La Jeanne d'Arc Vichy Basket est créée en février 1914. Il ne s'agit alors que d'un patronage de gymnastique affilié à la Fédération gymnastique et sportive des patronages de France (FGSPF). La section basket-ball naît en octobre 1933. De 1939 à 1943, l'activité du club s'interrompt. La JAV joue alors quelques rencontres amicales, mais son activité ne reprend vraiment qu'en 1946.
En 1948, le club arrive en finale de la DH Auvergne contre l'ASM. Mais le club voit cesser son activité en 1950 à la suite de problèmes financiers. Les joueurs se répartissent alors entre deux équipes, l'USLV (Union des Sports Laïcs Vichyssois), et l'AS Vichy Thermal, club parrainé par la Compagnie fermière, fondés tous deux en 1948. En septembre 1954, l'abbé Gomberveaux, professeur de lettres dans l'institution Saint-Dominique de Vichy convainc Pierre Coursol, ancien membre de la JAV gymnastique, de réinscrire la JAV Basket dans le championnat de France. Les premières équipes se composent d'élèves de l'institution Saint-Dominique. Le club connaît également l'arrivée de membres des deux autres clubs de basket de la ville. En 1961, le club obtient un titre de champion de Promotion d'Auvergne. Il conquiert ensuite (1962) le titre de champion d'Auvergne, grâce au nouvel entraîneur Louis Prats.

### Croissance et apogée
De 1962 à 1970, le club a pour entraîneur le Yougoslave Ðorđe Andrijašević, sélectionné 47 fois dans l'équipe de Yougoslavie. En 1963, le club devient champion de France Honneur et obtient la coupe de France Excellence. En 1964, la JAV devient championne de France de la division fédérale. Durant la saison 1964-1965, l'équipe évolue en Nationale, puis monte en première division pour la saison 1965-1966. La JAV termine à la troisième place du championnat de première division à l'issue de la saison 1966-1967. Durant la saison 1968-1969, la JAV remporte la coupe de France contre Bagnolet (90 à 56) et devient vice-champion de France. L'équipe connaît la meilleure saison de son histoire en 1969-1970, car elle conquiert une nouvelle fois la coupe de France le 2 mai 1970 face au Mans (78 à 74), puis arrive en finale de la Coupe des Coupes (Coupe d'Europe réservé aux vainqueurs des coupes nationales à l'époque) au terme d'une demi-finale épique face aux grecs de l'AEK Athènes. Le match aller est remporté 78 à 60 et la JAV parvient à se qualifier au point-average (65 à 74). La rencontre retour est disputée en plein air au Stade Olympique d'Athènes devant plus de 80 000 personnes et 3 000 policiers. Mais, la JAV perd en finale face au Fides de Naples (victoire de la JAV 64 à 60 à Vichy mais défaite 87 à 65 à Naples) et termine troisième du championnat de France 1969-1970.

### Montée et descente (1970-1995)
Mais plusieurs joueurs de talent quittent l'équipe pour d'autres, et l'entraîneur yougoslave s'en va lui aussi. Il est remplacé par José Gasca, entraîneur espagnol. L'équipe à la suite d'une mauvaise saison finit 11e en 1970-1971 et descend en Nationale 2, puis remonte à l'issue de la saison suivante pour être en Nationale 1 jusqu'à la fin de la saison 1974-1975, malgré une troisième place lors de la saison 1973-1974. En septembre 1974, l'équipe joue dans le nouveau Centre Omnisports. Un mauvais choix dans le recrutement du deuxième joueur étranger amène le club à descendre en Nationale 2 à l'issue de la saison 1974-1975. Pierre Coursol quitte son poste de président de la JAV en 1975 pour être remplacé par Jean Martin. En 1979, la JAV accède de nouveau à la Nationale 1 mais redescend un an après lors de la saison 1979-1980 lors des barrages Nationale 1/Nationale 2 après une 13e place lors de la saison régulière. Le club remonte de nouveau en 1981 en première division et se maintient pendant six saisons d'affilée avec une 7e position comme meilleur place pendant cette période en 1984-1985.
À l'issue de la saison 1987-1988, l'équipe est reléguée en N 1 B après les barrages Nationale 1 A/Nationale 1 B. Après cette saison 1987-1988, le président du club obtient une rétrogradation en Nationale 3 pour raison financière.

### La remontée vers le haut niveau (1995-2010)

#### Les années Sénégal
C'est lors de la saison 1994-1995 que l'équipe remonte en Pro B. Durant plusieurs saisons, la JAV est sauvée de la relégation sportive en Nationale 1 grâce aux problèmes financiers de certains de ses adversaires. Toutefois, l'arrivée de l'entraîneur et ancien joueur international Jean-Michel Sénégal au poste d'entraîneur en février 1999 relance complètement le club qui retrouve ses ambitions.
À la fin de la saison 1999-2000, l'équipe se classe deuxième du championnat Pro B, mais ne parvient pas à obtenir la montée lors des play-offs. Avec le même effectif, la JAV échoue pour la montée en Pro A lors de la saison 2000-2001. À la suite de la saison 2001-2002, la JAV se qualifie directement pour la Pro A. L'équipe aborde sa montée avec presque le même effectif que pour la saison 2001-2002.
Durant la saison 2002-2003, elle termine 11e de la Pro A et obtient une place pour la FIBA Europe Cup.
Pour la saison 2003-2004, l'effectif est renouvelé de moitié, et l'équipe finit douzième du championnat. En février 2004, la JA Vichy s'incline en quart de finale face à Hyères-Toulon.
Le club aborde la saison 2004-2005 avec la volonté de finir dans les sept premiers à mi-saison pour participer au tournoi des as, mais finit à la dernière place du championnat et redescend en Pro B.

#### Les années Borg
En 2005-2006, l'équipe se sépare de Jean-Michel Sénégal et recrute pour lui succéder Jean-Louis Borg, ancien entraîneur de Hyères-Toulon. L'équipe fait un bon parcours (5e position au 19 mai 2006), mais échoue au quart de finale du championnat face à Châlons.
Enfin, le club retrouve la Pro A à l'issue de la saison 2006-2007. Premier de la phase régulière, Vichy élimine successivement Levallois en quarts de finale et Rouen en demi-finale, avant de dominer nettement Quimper en finale au Palais omnisports de Paris-Bercy 70 à 49 le 2 juin 2007.

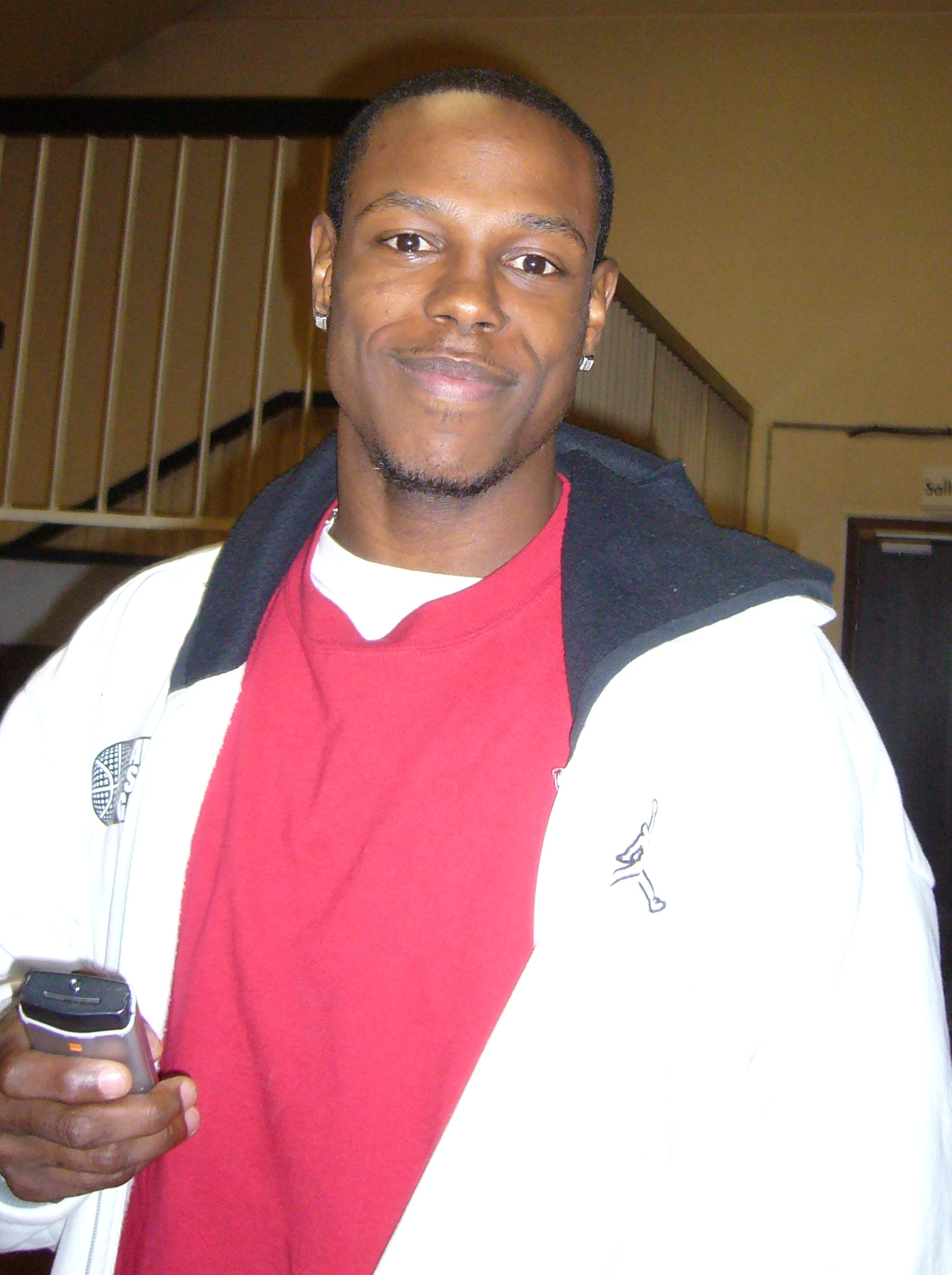
Jimmal Ball, joueur de Vichy entre 2006 et 2008.

Pour la saison 2007-2008, pour son retour en Pro A, Vichy fait une saison historique : tout d'abord en terminant cinquième des matchs aller, elle se qualifie pour la Semaine des As 2008 et pour sa première participation à cette compétition, la JAV élimine Le Mans en quarts de finale puis Hyères-Toulon en demi-finale mais perd en finale contre Cholet. Enfin les jaunes et verts ne s'arrêtent pas en si bon chemin puisqu'en finissant septième et meilleure défense de la saison régulière ils se qualifient pour la première fois de son histoire pour les play-offs du championnat de France Pro A mais s'arrête dès le début de cette phase finale en quart de finale contre Nancy (futur champion de France 2008).
Saison 2008-2009. À l'intersaison, l'entraîneur de Vichy Jean-Louis Borg intègre l'encadrement de l'équipe de France de basket-ball en devenant l'un des adjoints du sélectionneur national Michel Gomez. Celui sélectionne Gradit, Iasa et Soliman puis choisit la ville de Vichy pour accueillir le premier stage d'une semaine afin de préparer la qualification au championnat d'Europe de basket-ball 2009 en Pologne.
En parallèle du championnat de France, la JAV retrouve la coupe d'Europe. En tant que septième de la saison précédente, le club participe à l'EuroChallenge. Le club thermal passe le 1er tour préliminaire en battant l'APOEL Nicosie mais s'arrête au second tour préliminaire battu par Liège Basket.
Le club ambitionne de confirmer la bonne saison précédente. Mais la saison des auvergnats sera en dessous de leurs espérances et de celles de leur public. Avec une préparation tronquée par l'absence de l'entraîneur de joueurs de l'équipe de France, la JAV manque son début de saison (cinq défaites consécutives lors des cinq premiers matchs). Ces mauvais résultats coûtent la place de Shaun Foutain fin octobre 2008 qui est remplacé par Kareem Reid quelques jours plus tard. Cette arrivée réveille l'équipe vichyssoise et la met sur de bons rails avec la victoire contre l'Élan Béarnais Pau-Orthez lors de la 6e journée qui lance une série de trois victoires. Le club de Besançon stoppe cette progression lors de la 9e journée par victoire de deux points. À la suite de cette rencontre, l'effectif de la ville thermale repart dans une spirale de trois défaites mais la trêve arrive à point nommé puisque celle-ci permet à Vichy de « recharger ses batteries » et de reprendre confiance en elle. En effet, cette pause est effectivement bénéfique car, dès la reprise post-hivernale, la métamorphose se produit et se traduit dans les résultats puisqu'en deux journées consécutives, lors des 12e et 13e journées, elle bat le champion de France en titre Nancy en Lorraine puis le vice-champion de France Roanne en terre bourbonnaise. Quelques journées plus tard, l'équipe thermale récidive en remportant sur son parquet deux rencontres successives face au leader et futur finaliste Orléans mais aussi celle du Mans. Après ces victoires inespérées et bonnes pour le moral, Vichy alterne le bon et le moins bon et obtient le maintien que dans les dernières journées.
La JAV termine finalement 10e de la saison régulière 2008-2009.
Saison 2009-2010. Pour la deuxième année consécutive, la sous-préfecture thermale bourbonnaise est de nouveau le fief de début de préparation de l'équipe nationale tricolore à l'occasion du tournoi de qualifications pour l'Euro 2009 de basket mais cette fois-ci sans personne des jaunes et verts.
Au contraire des années précédentes où Vichy dispute son premier match amical à domicile le 25 août contre le Saint-Étienne Basket (la JAV annule cette rencontre pour cause de rétrogradation en Nationale 1 du club stéphanois), la JAV démarre donc sa série de matchs de pré-saison à l'extérieur lors du tournoi d'Aix-les-Bains quelques jours plus tard.
Le bilan des matchs amicaux de l'effectif vichyssois est de 8 victoires pour 3 défaites. Le club remporte le challenge Jacky Schoeffler d'Alfortville[réf. nécessaire].

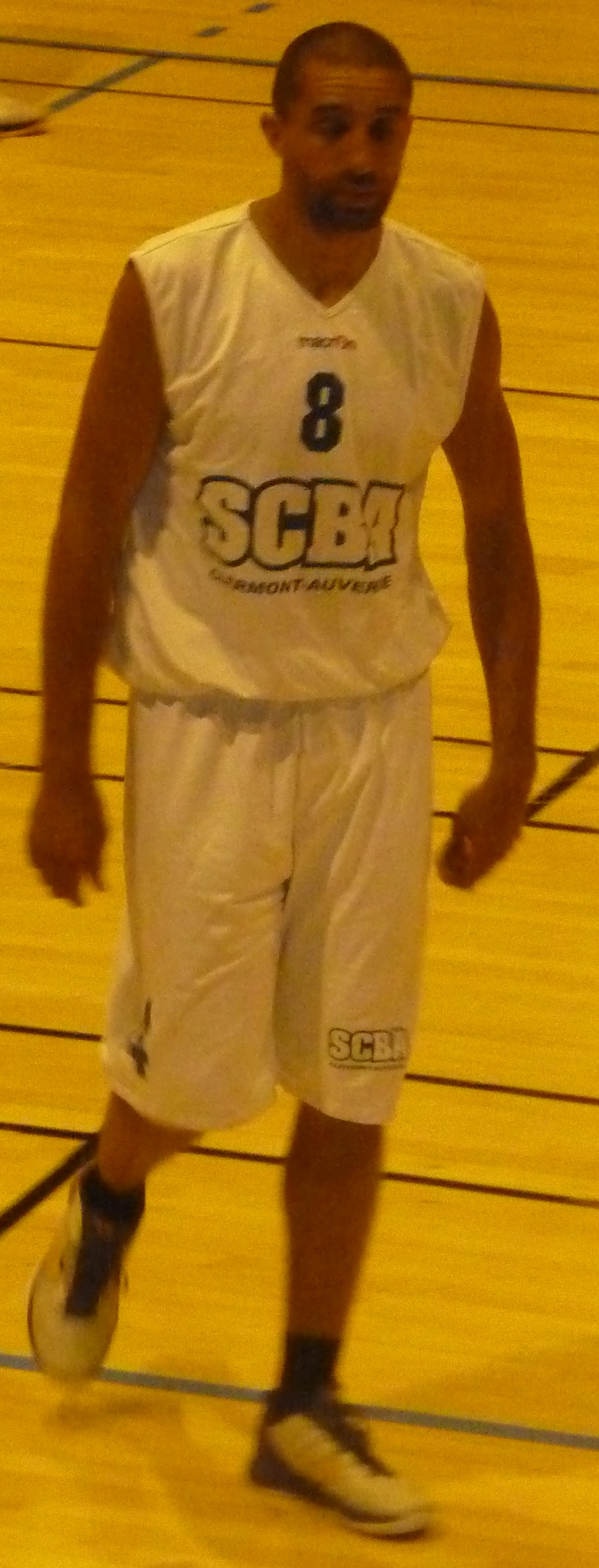
David Melody, joueur de Vichy entre 2007 et 2010.

La saison débute par cinq défaites, dont deux à domicile face à Cholet et Orléans, sur les sept premiers matches de championnat. Réveil salutaire le 14 novembre 2009 avec une victoire de 23 points contre Dijon, jusque-là invaincu à l'extérieur, grâce aux cadres. La JAV confirme le 23 novembre par une brillante victoire de 16 points à Paris-Levallois (la première de la saison à l'extérieur)[réf. nécessaire]. Le match prévu à la télévision samedi 28 novembre contre Gravelines a été reporté pour cause de grippe A. Mais la JAV confirme son renouveau le 5 décembre en allant gagner de 9 points à Poitiers et en réussissant le passe de quatre victoires d'affilée en terrassant Nancy de 8 points (sans Watt parti jouer en Suède, avec un Reid à 17 points et 29 d’évaluation) le 12 décembre au Palais des Sports Pierre-Coulon. Bilan équilibré à 5 victoires et 5 défaites avant de se rendre à Strasbourg le samedi 19 décembre pour le dernier match de l'année 2009. L'année 2009 s'achève par la sélection de trois Javistes au All Star Game du mercredi 30 décembre à Bercy : Reid remporte le concours des meneurs devant Heurtel. Issa, souverain au rebond, et Melody (4 points) sont vainqueurs (89-88) avec les Français face aux Étrangers où Reid distribue « des caviars », comme d'habitude (5 points).
L'année 2010 débute le dimanche après-midi 3 janvier par la réception du club de Chalon-sur-Saône de Gregor Beugnot. Le match, télévisé sur la chaîne Sport+, voit Vichy écraser Chalon de 33 points (91-58), avec le grand réveil de Flowers (24 points et 33 d'évaluation)[réf. nécessaire]. Après une très honorable défaite au Mans (de six points seulement) et une large victoire de 12 points sur le champion en titre ASVEL Lyon-Villeurbanne, l'équipe vichyssoise obtient pour la deuxième fois en trois saisons sa participation à la Semaine des As 2010 en battant Gravelines par 21 points[réf. nécessaire]. Le bilan à l'issue des 15 matches aller est positif, avec 8 victoires pour 7 défaites. Et la JAV enchaîne le premier match retour par une victoire à Rouen (sur un panier à 3 points du capitaine Melody à la dernière seconde) et le second par un carton de 27 points infligé à Hyères-Toulon à Vichy[réf. nécessaire]. À Cholet le 6 février, la JAV perd d'un point 64-63 [réf. nécessaire]. Après le match de Cholet, la JAV s'est rendue à Orléans pour se préparer à la Semaine des As.
Lors du quart de finale de cette compétition, disputée à l'Astroballe de Lyon, la JAV, pourtant privée de Dounia Issa blessé, crée la première surprise en battant le premier du championnat à l'issue des matchs allers, Le Mans, sur le score de 97 à 93 après prolongations. En demi-finale face à Orléans, la JAV tient trois quarts temps avant de perdre 82-67 alors que Moss n'a joué que 16 minutes (blessé juste avant la mi-temps). Jérémy Leloup est la révélation de ces deux rencontres.
La reprise du championnat est défavorable à la JAV qui, sans Issa, remplacé le pigiste Brent Petway, perd 63-60 à domicile le derby contre Roanne après avoir mené de 13 points à la mi-temps. Sans Issa, ni même son pigiste Petway également blessé, Vichy échoue début mars à Limoges en Coupe de France puis chez la lanterne rouge Dijon en championnat. Elle se reprend le vendredi soir 12 mars en l'emportant 71 à 53 et en infligeant un 24 à 6 à Paris-Levallois lors du dernier quart-temps (abordé à 47 partout), sans Moss victime d’une entorse à la cheville en début de seconde mi-temps. Mais ce fut de courte durée car à Gravelines vendredi 19 mars, le BCM l’emporte de 11 points puis le samedi suivant 27 mars, la JAV perd contre Poitiers de 28 points à Vichy et à Nancy Vichy s'incline de 10 points. Le 10 avril, la JAV l'emporte de cinq points à domicile face à Strasbourg et perd le weekend d'après.
Vichy conserve ses espoirs de participation aux play-offs de Pro A en l'emportant face au Mans par un tir à 3 points de David Melody au buzzer. Cette rencontre, disputée à domicile, est mise à profit pour honorer l'épopée européenne de 1970, en présence des joueurs de l'entraîneur Andrijašević, notamment Rudy Bennett. La semaine suivante, les vichyssois sont battus de 7 points par le champion de France en titre Villeurbanne. Cette défaite du club thermal prive officiellement le club de Vichy de play-offs. À l'issue de la saison, Jean-Louis Borg, après cinq saisons au club, annonce que, pour des raisons économiques, il a décidé de changer de club afin de relever un nouveau challenge. Son remplaçant dèsigné est son assistant Jean-Philippe Besson. Le club perd également des joueurs : Zach Moss décide également, après quatre saisons, de quitter le club vichyssois, tout comme Dounia Issa.
La saison 2009-2010 se termine au Palais des Sports Pierre-Coulon par une défaite 72 à 86 contre Le Havre. La JAV finit comme la saison précédente à la 10e place du classement final de la saison régulière.

### Le déclin du club

#### Première relégation
Eté 2010, le camp de la JAV, sous la direction de Matthieu Mousserion, fait le plein la première quinzaine d'août 2010 avec environ 80 jeunes basketteurs. L'entraînement collectif de l'équipe Pro a repris le 25 août 2010. Le samedi 4 septembre 2010, est créée 
l'Association des Anciens de la JAV, préparée par Philippe Lannevère (entraîneur 1988-1991) : Paul Brousse (président de la JAV 1989-1993) est élu président et Paul Besson vice-président avec Lannevère. Cette association (cotisation limitée à 20 euros : Christian Pellegrini trésorier) est ouverte aux dirigeants. Le même soir, la JAV joue son premier match à Vichy, dans le cadre amical du Tournoi du cœur organisé par l'Amdam, avec la réception du Havre. Vainqueur 79-65 du Havre, la nouvelle JAV, privée de Reid, Sumpter et Aka, ne peut que s'incliner en finale du tournoi le dimanche 5 septembre contre Hyères-Toulon qui a battu le Stade clermontois. La JAV termine sa préparation le 2 octobre par une significative victoire sur Limoges (66-52) à Bourganeuf.
La JAV commence le championnat par une défaite de 7 points à Chalon le samedi 9 octobre 2010. Elle a reçu Limoges à Vichy le samedi 16 octobre.
Après 28 journées (au 30 avril 2011), la JAV se classe 15e et avant-dernière du classement du championnat de Pro A. Lors de la 29e journée, sept équipes jouaient le maintien dont la JAV. Malgré la défaite au Palais des sports Jean-Weille à Nancy 76 à 72 le 3 mai (10 victoires pour 19 défaites), un espoir était possible. Lors de la 30e journée, match diffusé sur Sport+, Vichy s'impose 93 à 91 après prolongations sur son terrain contre Chalon-sur-Saône. Le club descend toutefois en Pro B avec le Limoges CSP à la suite des victoires de Paris-Levallois à Villeurbanne, de Strasbourg à Roanne, de Poitiers recevant Hyères-Toulon et du Havre recevant Le Mans. Vichy a saisi à tort le Comité national olympique et sportif français à la suite d'une réclamation de Chalon sur la validité d'un panier non valable pour être maintenue en Pro A (retirer injustement un point à Poitiers modifierait le début de classement et donc le tableau des play-offs).
Le bilan de la saison 2010-2011 s'établit ainsi : 11 victoires et 19 défaites, 9 victoires pour 6 défaites à domicile et 2 pour 13 à l'extérieur, avant-dernière attaque de la Pro A avec une moyenne de 71,8 points, 9e défense du championnat avec 75,7 points encaissés. Lors de la phase aller, le club comptabilisait seulement 3 victoires pour 12 défaites (dernière position), lors de la phase retour, 8 pour 7 (6e position). Le club a été éliminé en Coupe de France par Limoges.

#### Un calvaire
Le début de saison 2011-2012 est catastrophique pour la JAV évoluant en Pro B. Après huit matchs (une seule victoire contre Lille), le club perd contre Quimper, le 19 novembre 2011, 63 à 55. Se classant à la 18e et dernière position avec 9 points, l'entraîneur Jean-Philippe Besson est démis de ses fonctions. C'est Laurent Sciarra, ancien international qui est nommé entraîneur afin de voler au secours du club. Le 17 décembre 2011, lors de la 13e journée, Denain a battu la JAV 92 à 60 ; le club, quasi inexistant, a enregistré un écart très important à la mi-temps (23 à 57). En outre, Curtis étant absent jusqu'à la fin de la saison pour cause de blessures, Marvin Jefferson le remplace en tant que pigiste. Après 15 journées, Vichy n'a gagné qu'une seule fois, contre Lille[réf. souhaitée].
Lors de la 20e journée, le club chute à nouveau sur son parquet (70-80) face à Aix-Maurienne. À l'issue de cette défaite, l'entraîneur Laurent Sciarra sort de ses gonds et dénonce dans la presse tous les travers de son effectif,.
Après 31 journées le club est au plus mal : la défaite à Saint-Vallier (71 à 91), conjuguée aux victoires de Rouen recevant Le Portel et Quimper à Denain, condamne le club à la relégation en NM1. Vichy a enregistré au bout de quinze minutes de jeu un retard effroyable (14 à 43), et se classe en dernière position avec 38 points.
Après la défaite contre Rouen (77 à 80), la saison a été catastrophique : 27 défaites pour 7 victoires, le changement d'entraîneur n'a pas relancé le club. Vichy connaît alors sa deuxième relégation de rang.

### Projet de reconquête de l'élite (2012-2015)
Le club finit 3e de la saison régulière 2012-2013 avec 59 points (derrière Orchies et Souffelweyersheim, tous deux montant en Pro B) et devait remporter les play-offs pour espérer une remontée en Pro B. Mais l'aventure se termine par une défaite à domicile contre La Rochelle 61-63 : le club reste en Nationale 1 pour la saison 2013-2014.
Pour la saison 2013-2014, Yann Le Diouris, dirigeant un hypermarché de l'agglomération, remplace Jean-Christophe Jonon à la présidence de la SASP. La JAV termine 7e du championnat avec 54 points, 20 victoires et 14 défaites et doit donc disputer les quarts de finale des play-offs contre Sorgues à domicile puis à Sorgues. Mais elle s'incline deux fois (aller : 52-59, retour : 90-84) et joue pour la 3e saison consécutive dans cette division.
La JA Vichy, ayant pourtant mal commencé en enregistrant six défaites sur les sept premiers matchs, parvient à finir en 2e position lors du championnat 2014-2015, elle s'offre le droit d'organiser le Final Four. Le 30 mai 2015, elle s'impose 85 à 67 contre Chartres en demi-finale des play-offs. Le lendemain, elle remporte la finale d'accession en Pro B contre Blois (72 à 61). La JA Vichy retrouve la Pro B après trois saisons passées en Nationale 1. En Coupe de France, le club est éliminé en 8e de finale par Dijon d'un point, 78 à 77, le 24 février 2015.

### Fusion de deux clubs auvergnats (2015-2023)
Une fusion entre la Jeanne d'Arc de Vichy et le Stade clermontois Basket Auvergne (SCBA) était prévue en 2011, mais a été abandonnée en raison de la relégation des deux clubs en division inférieure.
Celle-ci est relancée en 2015, après la montée du club de Vichy en Pro B,
après sa victoire contre ADA Blois Basket 41 
Elle a été officialisée à l'issue d'une conférence de presse le 18 juin 2015 rassemblant Yann Le Diouris, président de la SASP JAV, Jean-François Besse, président du SCBA, Claude Malhuret, maire de Vichy, ainsi qu'Olivier Bianchi, maire de Clermont-Ferrand. Ainsi, le nouveau club fusionné jouera 11 matchs au Palais des Sports Pierre-Coulon et 8 à la Maison des Sports de Clermont-Ferrand. Pour la première année, son budget s'élève à 2,313 millions d'euros. Ses couleurs seront celles du blason de l'Auvergne, le jaune issu de la JAV et le rouge du club clermontois.
L'objectif du rapprochement de ces deux clubs est de « maintenir du basket de haut niveau dans un contexte économique difficile ». Cette fusion était indispensable d'un point de vue sportif, selon Claude Malhuret, maire (LR) de Vichy. Olivier Bianchi, maire (PS) de Clermont-Ferrand, a dû réévaluer la contribution financière de l'agglomération clermontoise.
L'union des clubs vichyssois et clermontois n'est pas appréciée des supporters et des partenaires. Le Kop des Dragons s'est opposé à la fusion. En revanche la section amateur continue à porter le seul nom de la JA Vichy.
Le 23 juin, le nom du nouveau club SASP est dévoilé : la Jeanne d'Arc de Vichy-Clermont Métropole (JAVCM). Charles-Henri Bronchard, issu de clubs de Pro B et de Pro A (Pau-Lacq-Orthez), est le premier joueur à avoir été recruté dans ce nouveau club.

#### Saison 2015-2016
Pour sa première saison, le club évolue en Pro B (deuxième division), avec le quatrième budget (2 259 000 €) et la troisième masse salariale (772 000 €, soit 34 % de son budget).
Pour son premier match officiel, le 11 septembre 2015, la JAVCM s'incline à Bourg-en-Bresse en 32es de finale de la Coupe de France 66 à 57, devant 2 300 spectateurs dans la salle Ekinox.
La JAVCM termine 10e du championnat, avec 17 matchs gagnés et 17 matchs perdus (50 % de victoires).
Angelo Tsagarakis et Étienne Joumard quittent le club à l'issue de la saison.

#### Saison 2016-2017
Cédric Bah, issu du club de Souffelweyersheim, et participant aux championnats du monde de basket-ball à Prague en 2013 avec l'équipe U19 de Côte d'Ivoire, intègre la JA Vichy-Clermont pour la saison 2016-2017.
La deuxième saison de la JAVCM commence difficilement, après une élimination par Rueil en trente-deuxièmes de finale de la Coupe de France et deux défaites consécutives en Leaders Cup contre Roanne et Saint-Chamond. Le 3 octobre 2016, le conseil d'administration du club nomme Stéphane Dao, issu du club de Sorgues Avignon Le Pontet Vaucluse.
La JAVCM, en position de relégable lors des dernières journées de la saison, a connu neuf défaites consécutives à l'issue de la 24e journée, après sa défaite contre Denain. Stéphane Dao est démis de ses fonctions et est remplacé par son adjoint Guillaume Vizade. L'objectif est de se maintenir en Pro B après cette série noire,,.
Après une défaite à Nantes le 5 mai 72 à 68 lors de la 31e journée, le club s'impose 83 à 78 le 9 mai à Roanne, lors de la 32e journée au palais des sports Pierre-Coulon.
À l'issue de la 33e journée, le club est battu à Évreux 86 à 81. Pour éviter une relégation, la JAVCM doit battre Blois à l'issue de la dernière journée. Elle s'impose le 19 mai à la maison des Sports de Clermont-Ferrand 83-81 grâce à un tir à trois points de Dustin Ware lors des dernières secondes du match et termine à la quatorzième place du classement.

#### Saison 2017-2018
La saison 2017-2018 est marquée par l'arrivée du pivot Mohamed Koné (2,11 m), issu du club de Charleville-Mézières, et du maintien de Romuald Morency voire de Charles-Henri Bronchard.
À l'issue de la 17e journée de la saison, la JAVCM se devait de mettre fin à une série noire de huit défaites consécutives. Elle s'impose à domicile, à Vichy, contre Denain, 82 à 64, puis enchaîne six victoires consécutives, notamment contre Le Havre, le 20 mars 2018, 79 à 83 après prolongation (le lieu de la rencontre a été inversé).
Après six victoires de rang, la JAVCM perd à Fos-sur-Mer 70 à 60 le 27 mars 2018. Elle a enregistré un taux de réussite de 28 % sur la première mi-temps du match.
La JAVCM finit la saison sur une défaite contre Orléans, à la Maison des Sports de Clermont-Ferrand, 77 à 91, et finit à la douzième place du classement de Pro B. Le président du club a par ailleurs annoncé la prolongation de son mandat de deux ans.

#### Saison 2018-2019
Après plusieurs petites défaites (dont un 77-78 à domicile en Leaders Cup, à Clermont-Ferrand contre Saint-Chamond le 25 septembre 2018 et 72-74 à domicile à Vichy contre Roanne le 2 octobre 2018), la JAVCM finit par s'imposer 84-80 à Saint-Chamond le 9 octobre 2018, en Leaders Cup, à quelques jours du début du championnat de Pro B.
L'entraîneur Guillaume Vizade a été désigné meilleur entraîneur de Pro B lors des Trophées du basket français le 20 mai 2019. Par ailleurs, son contrat a été prolongé de trois ans.
À l'issue de la 34e et dernière journée du championnat, le 24 mai 2019, la JAVCM a gagné contre Rouen, à la Maison des Sports de Clermont-Ferrand, 77 à 72, et termine à la troisième place du classement, lui permettant de jouer les quarts de finale en play-offs face au Basket Club Gries Oberhoffen. Elle échoue à l'aller (93-91) et au retour (90-85).

#### Saison 2019-2020
La JAVCM reconduit pour deux saisons les contrats de David Denave et Charles-Henri Bronchard, et recrute l'ailier sénégalais Momar N'Doye issu du club de Feurs.

### Nouvelle identité et remise en cause de la fusion
Le 30 juin 2021, un nouveau logo est dévoilé ; il reprend les couleurs historiques de la JAV — bleu et blanc, qui sont aussi les couleurs de la ville — utilisées jusqu'en 1977, en prévision de la scission du club en 2023,,.
La nouvelle identité visuelle du club est centrée sur Vichy, marquant la fin programmée de la participation de la ville de Clermont-Ferrand pour 2024 ; selon Jean-Sébastien Laloy, vice-président de Vichy Communauté chargé des sports, les publics vichyssois et clermontois n'ont pas adhéré au changement d'identité du club. D'autant plus que les objectifs du club, à savoir le retour dans l'élite du basket-ball que les deux clubs auvergnats (JAV et SCBA) ont connus dans les années 2000, n'ont pas été atteints : il n'a pu se qualifier aux play-offs qu'une seule fois et a frôlé la relégation en 2017.
En 2023, Clermont Auvergne Métropole a annoncé son désengagement du club. La métropole et la ville de Clermont-Ferrand arrêtent, avec un an d'avance, la subvention de 150 000 € qu'elle versait chaque année, ce qui a provoqué la colère du maire de Vichy, Frédéric Aguilera, qui dénonce l'objectif de Clermont « de régler les problèmes financiers du basket clermontois et pas du tout d'être dans une logique de construction d'un club métropolitain ». Ce club portait l'identité du pôle métropolitain Clermont Vichy Auvergne, « représentant une dynamique sportive et l'identité d'un territoire en construction » ; ce désengagement « est un recul considérable sur la construction de l'identité de ce pôle ». À l'issue de la saison 2022-2023, la JAVCM présentait le douzième budget de Pro B (2,044 millions d'euros) et la quinzième masse salariale (608 000 €) : la ville, l'agglomération, mais aussi le département de l'Allier, annoncent augmenter leurs subventions pour pallier le manque à gagner.
Le 19 octobre 2023, le club annonce, dans un communiqué, la fin de la fusion. La JAVCM redevient la JAV.

#### Saison 2021-2022

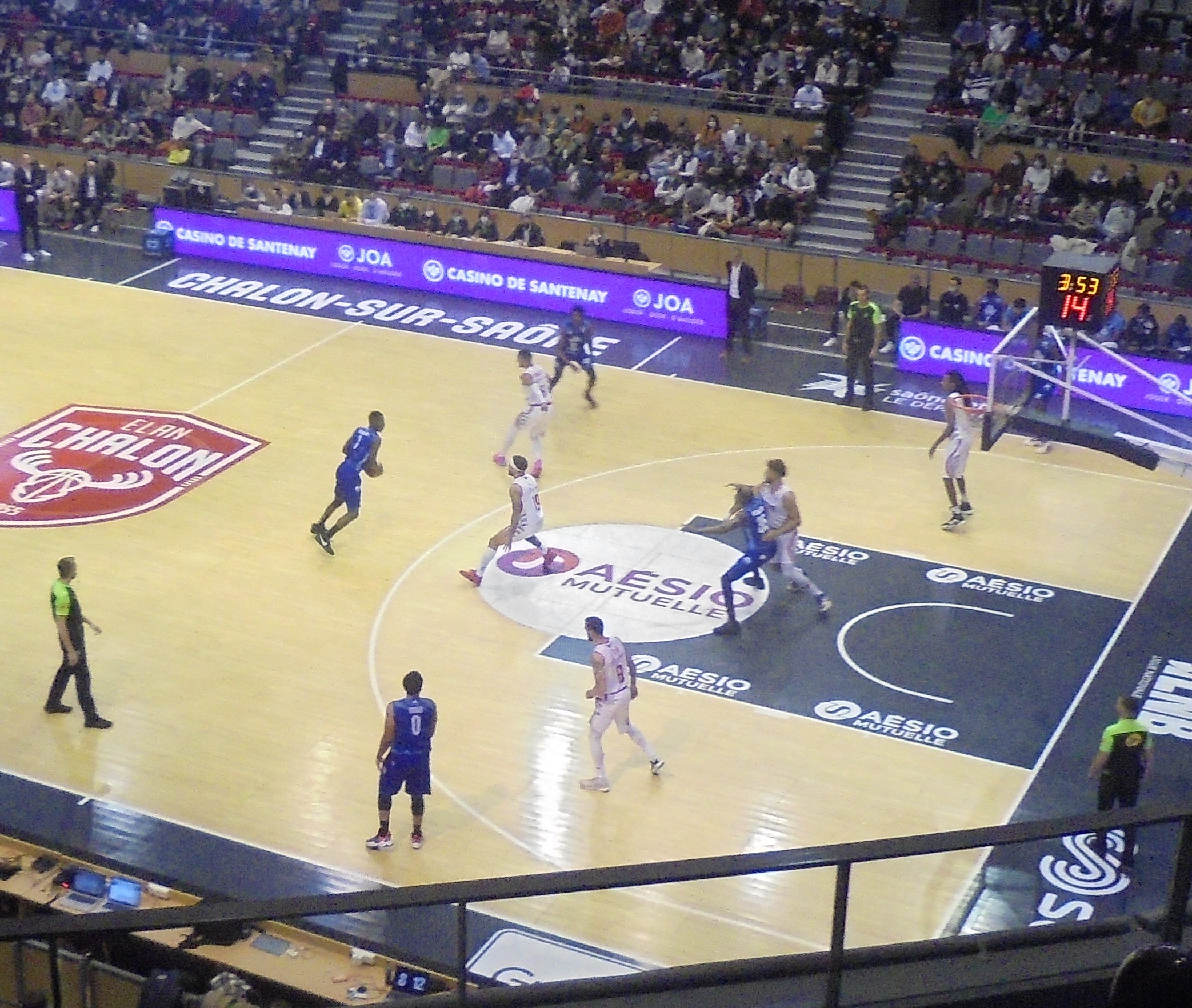
Match de Pro B en 2021 entre l'Élan Chalon et Vichy-Clermont, à Chalon-sur-Saône, le 11 décembre 2021.

Cédric Bah, qui évoluait à Wasselonne-Otterswiller-Saverne, à Souffelweyersheim puis à Blois, est la première recrue de la JAVCM.
Tous les matchs sont désormais joués à Vichy, au palais des sports Pierre-Coulon.
La JAV commence avec la Leaders Cup en affrontant Boulazac et Saint-Chamond. La saison régulière de deuxième division, dévoilée le 19 juillet 2021, commence avec le déplacement du club à Aix-Maurienne le 15 octobre ; le premier match à domicile a lieu le 22 octobre avec la réception de Lille.
En Coupe de France, la JAVCM parvient à battre Châlons-Reims en 16es de finale (98-78, le 16 novembre 2021) mais est éliminée en huitièmes de finale par l'ASVEL le 16 février 2022 (90-70),.
Lors de la 34e et dernière journée de championnat, le 16 mai 2022, la JAVCM s'impose à domicile face à Quimper (84-78) et termine en 8e position, avec 17 victoires et 17 défaites, mais était déjà qualifiée pour les play-offs afin d'espérer une montée en division supérieure. L'équipe parvient à battre Saint-Quentin en quarts de finale (80-83 à l'aller le 20 mai 2022 et 77-65 au retour le 23 mai).
Après une défaite à Blois 89-79 le 29 mai et une victoire à domicile 77-47 le 1er juin, la saison 2021-2022 se termine en demi-finale des play-offs le 4 juin par une défaite lors du troisième match (83-68) à la salle du Jeu de Paume.

#### Saison 2022-2023
À l'issue de la saison 2022-2023, la JAVCM a pu se qualifier pour les play-offs, en étant éliminé en quarts de finale par Châlons-Reims 82-75 le 25 mai 2023.
La JAVCM a connu la meilleure attaque de Pro B et une affluence moyenne de 2 315 spectateurs par match.

#### Fin de la fusion
Le 19 octobre 2023, le club annonce officiellement la fin de la JAVCM. Le désengagement de la métropole clermontoise dès 2021 a scellé la fin de l'union des deux clubs de Vichy et de Clermont-Ferrand, cette dernière ne voulant pas engager 150 000 € de subventions.

### Retour aux sources

#### Saison 2023-2024
En Leaders Cup, la JA Vichy parvient à battre La Rochelle en quarts de finale (défaite 86-69 à La Rochelle à l'aller, et victoire 96-72 au retour à Vichy le 7 novembre 2023) et Poitiers en demi-finale (victoires 73-84 à l'aller à Poitiers le 28 novembre et 84-74 au retour à Vichy le 5 décembre). Elle dispute la finale contre Champagne Basket le 18 février 2024 à Saint-Chamond et s'impose 97-90 après prolongation (elle était menée de quatre points à quinze secondes de la fin du dernier quart-temps).
En Coupe de France, la JA Vichy bat Chalon en 32es de finale (101-87 le 17 octobre 2023) puis Lille en 16es de finale (85-69 le 21 novembre 2023), Châlons-Reims en 8es de finale (83-80 le 26 février 2024) et Le Portel en quarts de finale (77-67 le 16 mars 2024 à Trélazé). Le club est éliminé en demi-finale par Dijon (68-73 le 17 mars 2024).
La JA Vichy termine à la deuxième position du championnat. En quarts de finale contre l'Élan béarnais Pau-Lacq-Orthez, elle s'impose à domicile (85-71 le 16 mai) et à l'extérieur (72-73 le 19 mai) et se qualifie pour les demi-finales.
En demi-finale, elle affronte Boulazac : victoire à l'aller (91-74 le 25 mai) mais défaite au retour, au Palio (90-60 le 28 mai) ; la défaite au match d'appui (82-86 le 31 mai) à domicile, marque la fin de la saison pour le club vichyssois,.

#### Saison 2024-2025
La JAV annonce, le 8 mai 2024, l'arrivée de Dounia Issa comme entraîneur pour la saison 2024-2025 pour une durée de deux ans. Guillaume Sereaud est aussi nommé nouveau président de la SASP à partir de la rentrée, en remplacement de Yann Le Diouris, qui reste membre du conseil d'administration. Le 9 avril 2025, le club renouvelle sa confiance envers Dounia Issa et son assistant, Anthony Boutillier, jusqu'à la saison 2026-2027.

## Personnalités du club

### Dirigeants
| Fonction                             | Nom                     |
| ------------------------------------ | ----------------------- |
| Président                            | Guillaume Sereaud       |
| Directeur général                    | Olivier Brunier         |
| Directeur administratif et financier | Philippe Goigoux        |
| Responsable commerciale              | Émilie Levadoux         |
| Manager général                      | Olivier Sourzac         |
| Directeur du centre de formation     | Charles-Henri Bronchard |

 Source : https://www.vcm-basket.com/organigramme/

## Personnalités historiques du club

### Maillot retiré
| Numéro | Nom                     | Période   | Date       |
| ------ | ----------------------- | --------- | ---------- |
| 34     | Charles-Henri Bronchard | 2015 2023 | 22/03/2024 |

### Entraîneurs successifs
| Nom                    | Pays | Période     | Lien      |
| ---------------------- | ---- | ----------- | --------- |
| Dounia Issa            |      | 2024 -      | [ 106 ]   |
| Guillaume Vizade       |      | 2017 - 2024 | [ 52 ]    |
| Stephane Dao           |      | 2016 - 2017 | [ 50 ]    |
| Fabien Romeyer         |      | 2012 - 2016 | [ Off 3 ] |
| Laurent Sciarra        |      | 2011- 2012  |           |
| Jean-Philippe Besson   |      | 2010- 2011  |           |
| Jean-Louis Borg        |      | 2005- 2010  |           |
| Jean-Michel Sénégal    |      | 1999- 2005  |           |
| Paul Besson            |      | 1997- 1999  |           |
| Jean-François Michelet |      | 1995- 1997  |           |
| Alain Thinet           |      | 1993- 1995  |           |
| Daniel Perrin          |      | 1991- 1993  |           |
| Philippe Lannevière    |      | 1987- 1991  |           |
| Jean Galle             |      | 1983- 1987  |           |
| Paul Besson            |      | 1975- 1983  |           |
| Eric Biermaier         |      | 1974        |           |
| Paul Besson            |      | 1972- 1974  |           |
| José Gasca             |      | 1970- 1972  |           |
| Ðorđe Andrijašević     |      | 1962- 1970  |           |
| Louis Prats            |      | 1961- 1962  |           |
| George Dionnet         |      | 1960- 1961  |           |

### Présidents successifs
| Nom                   | Pays | Période     |
| --------------------- | ---- | ----------- |
| Guillaume Sereaud     |      | 2024 -      |
| Yann Le Diouris       |      | 2013 - 2024 |
| Jean-Christophe Jonon |      | 1998 - 2013 |
| Jacques Batut         |      | 1997 - 1998 |
| Jacques Marty         |      | 1996- 1997  |
| Pierre Georges        |      | 1993 - 1996 |
| Paul Brousse          |      | 1989- 1993  |
| Alain Pelletier       |      | 1978 - 1989 |
| Jean Martin           |      | 1975- 1978  |
| Pierre Coursol        |      | 1954- 1975  |

### Centre de formation
Sous la responsabilité de la SASP, le centre de formation se charge des équipes Espoirs (évoluant en Régionale 1) et U18 en championnat de France.

## Partenaires officiels
Une mutuelle régionale, des entreprises locales, des banques, le journal La Montagne, des concessionnaires automobiles, une chaîne de magasins de sports (Décathlon), les villes de Vichy et Clermont-Ferrand sont les partenaires officiels du club.

## Palmarès
| Compétitions nationales | Compétitions internationales                                       |
| - Championnat de France de Pro A (0) : - Championnat de France de Pro B (3) : - Champion : 1972, 2002, 2007 - Championnat de France de Nationale 1 (2) : - Champion : 1963, 1964 - Coupe de France (2) : - Vainqueur : 1969, 1970 - Demi-finaliste : 2024 - Semaine des As / Leaders Cup (0) : - Finaliste : 2008 - Leaders Cup de Pro B (1) : - Vainqueur : 2024 | - Coupe d'Europe des vainqueurs de coupes (0) : - Finaliste : 1970 |
| - Championnat de France de Pro A (0) : - Championnat de France de Pro B (3) : - Champion : 1972, 2002, 2007 - Championnat de France de Nationale 1 (2) : - Champion : 1963, 1964 - Coupe de France (2) : - Vainqueur : 1969, 1970 - Demi-finaliste : 2024 - Semaine des As / Leaders Cup (0) : - Finaliste : 2008 - Leaders Cup de Pro B (1) : - Vainqueur : 2024 | Compétitions de jeunes                                             |
| - Championnat de France de Pro A (0) : - Championnat de France de Pro B (3) : - Champion : 1972, 2002, 2007 - Championnat de France de Nationale 1 (2) : - Champion : 1963, 1964 - Coupe de France (2) : - Vainqueur : 1969, 1970 - Demi-finaliste : 2024 - Semaine des As / Leaders Cup (0) : - Finaliste : 2008 - Leaders Cup de Pro B (1) : - Vainqueur : 2024 | Néant                                                              |

## Statistiques
RECORDS INDIVIDUELS SUR UN MATCH
- Au 19/05/2024

| Categorie                   | Joueur              | Date       | Valeur |
| --------------------------- | ------------------- | ---------- | ------ |
| Points                      | Tray Boyd III       | 20/01/2023 | 49     |
| Points                      | Tracy Foster        | 19/09/1987 | 49     |
| Rebonds                     | Rahshon Turner      | 13/04/2002 | 22     |
| Passes décisives            | Babacar Cisse       | 02/03/2002 | 21     |
| Interceptions               | Anthony Stanford    | 31/03/2001 | 8      |
| Contres                     | Dounia Issa         | 10/10/2009 | 7      |
| Adresse aux tirs            | Mohamed Kone        | 27/12/2017 | 8/8    |
| Adresse à 3 points          | Chris Smith         | 08/12/2017 | 6/6    |
| Adresses aux lancers-francs | Octavio Da Silveira | 21/12/2013 | 12/12  |
| Evaluation                  | Steve Watson        | 25/11/1995 | 48     |
| Balles perdues              | Kareem Reid         | 19/12/2009 | 10     |
| Minutes jouées              | Timothy Mason       | 22/04/2006 | 45     |

CLASSEMENT DES JOUEURS LES PLUS CAPĒS en LNB depuis la saison 1987-1988.
- Au 07/10/2024

| Classement | Noms                    | Nombre de matchs |
| ---------- | ----------------------- | ---------------- |
| 1.         | Charles-Henri Bronchard | 273              |
| 2.         | Serge Mourtala          | 218              |
| 3.         | David Melody            | 176              |
| 4.         | Jean-Paul Besson        | 174              |
| 5.         | Mamadou Guisse          | 166              |
| 6.         | David Denave            | 163              |
| 7.         | Cédric Bah              | 151              |
| 8.         | Willy Sénégal           | 149              |
| 9.         | Mohamed Koné            | 146              |
| 10.        | Olivier Viviès          | 132              |

## Identité visuelle

Logo de la JAV de 1999 à 2008
Logo de la JAV de 2008 à 2015
Logo de la JAVCM de 2015 à 2021.
Logo de la JAVCM de 2021 à 2023.
Logo de la JAV depuis 2023.

## Installations sportives
A sa création en 1933, la section basket de la Jeanne d’Arc de Vichy s’entraîne et joue dans la cour du collège Saint- Dominique.
- De 1962 à 1965 joue ses matchs au gymnase de la Mutualité.
- De 1965 à 1975 à la salle des Ailes.

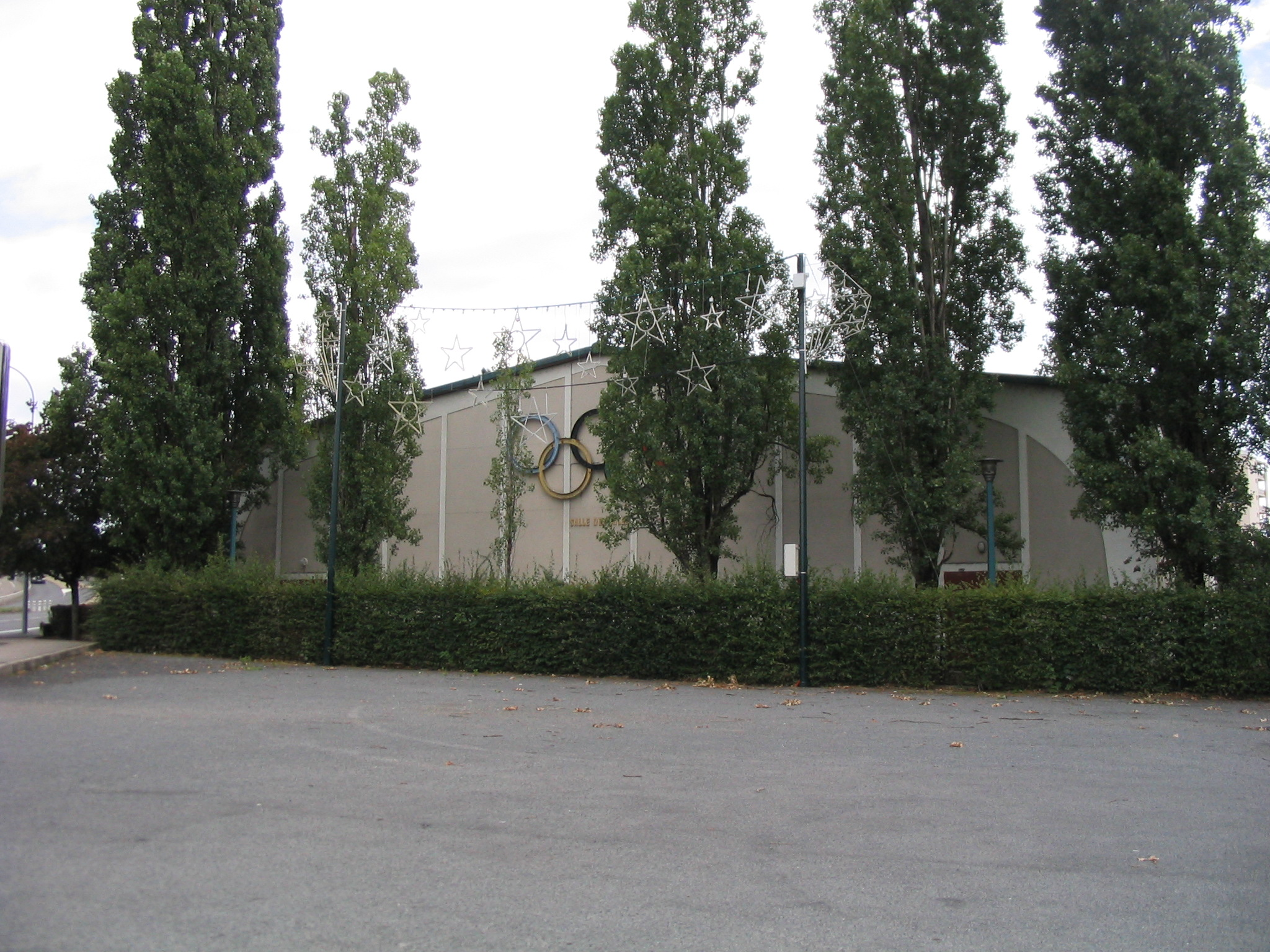
La salle des Ailes

- Depuis 1975 au palais des sports Pierre-Coulon, situé dans le Parc omnisports Pierre-Coulon sur le territoire communal de Bellerive-sur-Allier (46° 08′ 20″ N, 3° 24′ 24″ E). Les matchs se jouent dans le gymnase de 42 × 24 m d'une capacité de 3 200 places et d'une hauteur sous poutres de neuf mètres[109] ;
- Entre 2015 et 2021, le club joue 8 matches à domicile par saison à la Maison des Sports de Clermont-Ferrand, située dans le quartier des Bughes (45° 47′ 09″ N, 3° 05′ 14″ E).

Le club jouait à domicile alternativement dans l'une des deux salles. Depuis la saison 2021-2022, tous les matchs sont joués à Vichy.

#### Site officiel
1. ↑  « Classement » (consulté le 10 juin 2016).
2. ↑  « Olivier BRUNIER – Nouveau Directeur Général du club », sur vcm-basket.com, 25 septembre 2024.
3. ↑  « Fabien Romeyer et la JAVCM se séparent ».
4. ↑  « Centre de Formation » (consulté le 10 juin 2016).
5. ↑  « Annuaire des partenaires » (consulté le 10 juin 2016).

#### Autres sources
1. ↑  Seuls les principaux titres en compétitions officielles sont indiqués ici.
2. ↑  (en)« FIBA European Cup Winner's Cup 1969–70 », sur linguasport.com (consulté le 3 mars 2021)
3. ↑  « Championnat de France de Basket Pro A - Saison 1987-1988 - Bilan », sur basketarchives.fr (consulté le 3 mars 2021)
4. ↑  Maxi Basket n°141, Juin 1995, Championnats de France, p.  73
5. ↑  « JAV/Borg : Séparation », sur www.ja-vichy.com, 29 avril 2010 (consulté le 9 mai 2010).
6. ↑  « Départ à cœur ouvert », sur www.ja-vichy.com, 6 mai 2010 (consulté le 9 mai 2010).
7. ↑  « La der' de Dounia », sur www.ja-vichy.com, 10 mai 2010.
8. ↑  « Camps d’été, c'est parti! », sur www.ja-vichy.com, 29 septembre 2010.
9. ↑  « Premières foulées », sur www.ja-vichy.com, 25 août 2010.
10. ↑  « Les anciens réunis », sur www.ja-vichy.com, 14 septembre 2010.
11. ↑  « 8ème Tournoi de l'AMDAM », sur www.ja-vichy.com, 30 août 2010.
12. ↑  « AMDAM : Jour 1 », sur www.ja-vichy.com, 4 septembre 2010.
13. ↑  « AMDAM : Jour 2 », sur www.ja-vichy.com, 5 septembre 2010.
14. ↑  « Une victoire pour finir », sur www.ja-vichy.com, 1er octobre 2010.
15. ↑  « La JAV trop courte », sur www.ja-vichy.com, 10 octobre 2010
16. ↑  Résultat du match Nancy - Vichy du 3 mai 2011, site officiel de la LNB, consulté le 3 mai 2011.
17. ↑  Résultat du match Vichy – Chalon-sur-Saône du 10 mai 2011, site officiel de la LNB, consulté le 10 mai 2011.
18. ↑  « ProA - Vichy relégué en Pro B avec Limoges », sur La Montagne, 10 mai 2011 (consulté le 10 mai 2011).
19. ↑  « La JA Vichy saisit le CNOSF en conciliation », La Montagne,‎ 13 mai 2011
20. ↑  Bilan de la saison 2010-2011 de la JAV dans La Montagne, édition de Vichy, 19 mai 2011, p. 32 et 20 mai 2011, p. 29.
21. ↑  Yann Bayssat, « JAV : J.-P. Besson paye la défaite », La Montagne,‎ 21 novembre 2011
22. ↑  Yann Bayssat, « Laurent Sciarra entraîneur de la JA Vichy », La Montagne,‎ 22 novembre 2011
23. ↑  « Résultat du match Vichy / Denain », sur LNB (consulté le 18 décembre 2011).
24. ↑  Yann Bayssat, « La JA Vichy a touché le fond du fond », La Montagne,‎ 18 décembre 2011.
25. ↑  « Le coup de gueule de Laurent Sciarra », sur France 3 Auvergne (consulté le 6 février 2012).
26. ↑  « Le coup de gueule de Laurent Sciarra », sur YouTube, 7 février 2012
27. ↑  Yann Bayssat, « JA Vichy : finalement, le ridicule tue », La Montagne,‎ 22 avril 2012, p. 31.
28. ↑  « La JAV touche le fond dans la Drôme », sur JA-VICHY.COM (consulté le 22 avril 2012).
29. ↑  Yann Bayssat, « JA Vichy : autopsie d'une mortelle saison », La Montagne,‎ 18 mai 2012, p. 34 (édition de Vichy).
30. ↑  Yann Bayssat, « La JAV a rajouté des couches de tristesse », La Montagne,‎ 19 mai 2013, p. 36.
31. ↑  Yann Bayssat, « En remplacement de Jonon à la présidence du club », La Montagne,‎ 18 octobre 2013 (lire en ligne).
32. ↑  Résultats de la 34e journée de NM1, sur le site de la fédération française de basket-ball (consulté le 23 mai 2014)
33. ↑  « Basket : Vichy éliminé », sur La Montagne, 23 mai 2014.
34. ↑  Yann Bayssat, « Des espoirs à la montée en passant par la sortie, l'année a été mouvementée », sur La Montagne, 2 juin 2015 (consulté le 24 juin 2015).
35. ↑  Yann Bayssat, « Belle lutte pour un lendemain qui chante », sur La Montagne, 31 mai 2015 (consulté le 24 juin 2015).
36. ↑  Claude Fallas, « La JAV écrase Blois et retrouve la Pro B », sur France 3 Auvergne, 31 mai 2015 (consulté le 2 juin 2015).
37. ↑  Yann Bayssat, « Clap de fin pour le projet de fusion », La Montagne,‎ 28 juin 2011.
38. ↑  Yann Bayssat et Jean-Philippe Béal, « Le basket auvergnat à la noce », La Montagne,‎ 19 juin 2015.
39. ↑  « JA Vichy - Stade Clermonois : nouvelle aventure au chemin déjà balisé », sur La Montagne, 19 juin 2015 (consulté le 24 juin 2015).
40. 1 2  Stéphane Moccozet, « REPLAY. La JA Vichy et le Stade clermontois Basket annoncent leur fusion », sur france3-regions.francetvinfo.fr, 18 juin 2015 (consulté le 6 septembre 2023).
41. ↑  « Union JAV / Stade Clermontois : tout le monde donne son avis ! », sur La Montagne, 20 juin 2015 (consulté le 24 juin 2015).
42. ↑  « Basket-ball : le nouveau club auvergnat a un nom », sur La Montagne, 23 juin 2015 (consulté le 24 juin 2015).
43. ↑  « La JAVCM engage Charles-Henri Bronchard », sur La Montagne, 24 juin 2015 (consulté le 25 juin 2015).
44. ↑  Stéphane Moccozet, « Basket-Ball : la JA Vichy Clermont, 4ème budget de Pro B [INFOGRAPHIE] », sur france3-regions.francetvinfo.fr, 29 septembre 2015 (consulté le 13 septembre 2023).
45. ↑  « Coupe de France : Vichy-Clermont tombe à Bourg », sur sports-auvergne.fr, 11 septembre 2015 (consulté le 12 septembre 2015).
46. ↑  Olivier Rezel, « La JAVCM passe à la trappe », sur sports-auvergne.fr, 12 septembre 2015 (consulté le 12 septembre 2015).
47. ↑  Olivier Rezel, « Angelo Tsagarakis quitte Vichy-Clermont » , sur lamontagne.fr, La Montagne, 18 juin 2016 (consulté le 13 septembre 2023).
48. ↑  « Cédric Bah rejoint la J.A. Vichy-Clermont » , sur lamontagne.fr, La Montagne, 27 juillet 2016 (consulté le 13 septembre 2023).
49. ↑  Stéphane Moccozet, « Stéphane Dao en route vers le banc de la JA Vichy-Clermont Métropole », sur france3-regions.francetvinfo.fr, 3 octobre 2016 (consulté le 13 septembre 2023).
50. 1 2  Olivier Rezel, « Basket : Stéphane Dao, nouveau coach de la JAVCM » , sur lamontagne.fr, La Montagne, 4 octobre 2016 (consulté le 13 septembre 2023).
51. ↑  Manuel Caillaud, « Vichy-Clermont : Dao, c'est fini », sur sports-auvergne.fr, 26 mars 2017 (consulté le 22 mai 2017).
52. 1 2  Richard Beaune, « La JA Vichy-Clermont Basket change d'entraîneur », sur france3-regions.francetvinfo.fr, 27 mars 2017 (consulté le 13 septembre 2023).
53. ↑  D.Cros, « Vichy-Clermont : Guillaume Vizade nommé entraîneur de la JAVCM », sur france3-regions.francetvinfo.fr, 28 mars 2017 (consulté le 13 septembre 2023).
54. ↑  « Vichy-Clermont : gros regrets, forcément », sur lamontagne.fr, 6 mai 2017 (consulté le 22 mai 2017).
55. ↑  « Vichy-Clermont : un pas de plus vers le maintien », sur lamontagne.fr, 10 mai 2017 (consulté le 22 mai 2017).
56. ↑  « JAVCM : tout se jouera lors de la dernière journée », sur lamontagne.fr, 13 mai 2017 (consulté le 22 mai 2017).
57. ↑  « Vichy-Clermont se maintient au buzzer », sur lamontagne.fr, 20 mai 2017 (consulté le 22 mai 2017).
58. ↑  Olivier Rrezel, « JAVCM : Kone arrive, Morency reste, Bronchard espéré » , sur lamontagne.fr, La Montagne, 15 juin 2017 (consulté le 13 septembre 2023).
59. ↑  Olivier Rezel, « JAVCM : basculer sur la phase retour avec allant », sur sports-auvergne.fr, 2 février 2018 (consulté le 11 février 2018).
60. ↑  Olivier Rezel, « La JAVCM met fin à la série noire », sur sports-auvergne.fr, 3 février 2018 (consulté le 11 février 2018).
61. ↑  « La JA Vichy Clermont ne faiblit pas », sur sports-auvergne.fr, 21 mars 2018 (consulté le 7 avril 2018).
62. ↑  « Vichy-Clermont est parti de trop loin (vidéo) », sur sports-auvergne.fr, 28 mars 2018 (consulté le 7 avril 2018).
63. ↑  Francis Laporte, « JAVCM : une mi-temps en ténor », La Montagne,‎ 19 mai 2018.
64. ↑  Martial Delecluse, « Le Diouris reste à la tête de Vichy-Clermont (vidéo) », sur sports-auvergne.fr, 19 mai 2018 (consulté le 20 mai 2018).
65. ↑  Francis Laporte, « Leaders Cup : Vichy-Clermont s'incline sur le fil », sur lamontagne.fr, 26 septembre 2018 (consulté le 10 octobre 2018).
66. ↑  « JAVCM : une défaite malgré des progrès », sur lamontagne.fr, 3 octobre 2018 (consulté le 10 octobre 2018).
67. ↑  « La JAVCM gagne en confiance », sur lamontagne.fr, 10 octobre 2018 (consulté le 10 octobre 2018).
68. ↑  Manuel Caillaud et Philippe Baudet, « JAVCM : Guillaume Vizade élu meilleur entraîneur de Pro B », sur sports-auvergne.fr, 20 mai 2019 (consulté le 2 juin 2019).
69. ↑  Jean-Philippe Béal, « JAVCM : Guillaume Vizade pour trois ans de plus » , sur lamontagne.fr, 22 mai 2019 (consulté le 25 septembre 2023).
70. ↑  « La JAVCM bat Rouen et affrontera Gries en quarts de finale », sur sports-auvergne.fr, 24 mai 2019 (consulté le 2 juin 2019).
71. ↑  « La JAVCM sortie par Gries », sur sports-auvergne.fr, 1er juin 2019 (consulté le 2 juin 2019).
72. ↑  Sacha Rutard, « Pro B: David Denave prolonge de deux ans à Vichy-Clermont » , sur basketeurope.com, 26 juin 2019 (consulté le 25 septembre 2023).
73. ↑  Sacha Rutard, « Pro B: Charles-Henri Bronchard deux ans de plus à Vichy-Clermont » , sur basketeurope.com, 27 juin 2019 (consulté le 25 septembre 2023).
74. ↑  « Momar Ndoye va découvrir la Pro B avec Vichy/Clermont », sur bebasket.fr, 28 juin 2019 (consulté le 25 septembre 2023).
75. ↑  Antoine Grotteria, « Vichy/Clermont change de couleur et retrouve Vichy à 100%, avant de redevenir la JAV en 2023 », sur BeBasket.fr, 5 juillet 2021 (consulté le 22 octobre 2021).
76. ↑  Léa Christol, « Basket : la JA Vichy adopte une nouvelle identité visuelle » , sur ourscom.fr, 2 juillet 2021 (consulté le 22 octobre 2021).
77. 1 2 3  Martial Delecluse, « Basket - Nouveau logo, nouvelles couleurs : la JA Vichy fait sa révolution » , sur lamontagne.fr, 1er juillet 2021 (consulté le 7 septembre 2023).
78. ↑  Manuel Caillaud, « Basket-ball : la JA Vichy CM tient sa première recrue » , sur lamontagne.fr, 7 juillet 2021 (consulté le 22 octobre 2021).
79. ↑  Antoine Loistron, « Pro B : Vichy Clermont-Métropole connaît son calendrier pour la prochaine saison », sur francebleu.fr, France Bleu Pays d'Auvergne, 19 juillet 2021 (consulté le 22 octobre 2021).
80. ↑  « Coupe de France : énorme performance de Vichy-Clermont qui élimine Châlons-Reims, pensionnaire de l'élite » , La Montagne, 17 novembre 2021 (consulté le 29 mai 2022).
81. ↑  « Le BCM au bout de la nuit », sur coupedefrance.ffbb.com, Fédération française de basket-ball, 16 février 2022 (consulté le 29 mai 2022).
82. ↑  « Coupe de France (8e de finale) : battu par Villeurbanne, Vichy-Clermont sort la tête haute » , La Montagne, 16 février 2022 (consulté le 29 mai 2022).
83. ↑  Etienne Le Van Ky, « Basket : La JA Vichy finit sur une bonne note », sur sportmag.fr, 16 mai 2022 (consulté le 29 mai 2022).
84. ↑  Olivier Rezel, « Pro B : La JAV qualifiée pour les play-off sans jouer » , La Montagne, 5 mai 2022 (consulté le 29 mai 2022).
85. ↑  « Pro B (play-offs) : Vichy-Clermont frappe fort d'entrée en s'imposant en patron sur le parquet de Saint-Quentin » , La Montagne, 20 mai 2022 (consulté le 29 mai 2022).
86. ↑  « Pro B : Vichy-Clermont élimine Saint-Quentin et se hisse en demi-finale » , La Montagne, 23 mai 2022 (consulté le 29 mai 2022).
87. ↑  Olivier Rezel, « Pro B : la JAV craque dans le dernier quart-temps contre Blois (89-79), en demi-finale aller » , La Montagne, 29 mai 2022 (consulté le 5 juin 2022).
88. ↑  Olivier Rezel, « Pro B : la JAV cartonne face à Blois (77-47) en demi-finale et s'offre un match 3 décisif » , La Montagne, 2 juin 2022 (consulté le 5 juin 2022).
89. ↑  Olivier Rezel, « Pro B : pas de finale pour Vichy-Clermont, assommé sur la fin à Blois (83-68) » , La Montagne, 5 juin 2022 (consulté le 5 juin 2022).
90. ↑  Olivier Rezel, « Pro B (quart de finale : la JAV éliminée par Châlons-Reims en match d'appui, malgré une solide prestation » , sur lamontagne.fr, 26 mai 2023 (consulté le 20 octobre 2023).
91. ↑  Olivier Rezel, « Deux saisons en une, une attaque de feu, une belle communion avec son public… La JAV a connu une saison riche en émotions » , sur lamontagne.fr, 30 mai 2023 (consulté le 20 octobre 2023).
92. ↑  Olivier Rezel, « Leaders Cup : la JA Vichy renverse La Rochelle et se qualifie pour les demi-finales » , sur lamontagne.fr, 5 décembre 2023 (consulté le 7 décembre 2023).
93. ↑  Olivier Rezel, « Leaders Cup : la JA Vichy élimine Poitiers et s'offre une finale historique » , sur lamontagne.fr, 5 décembre 2023 (consulté le 7 décembre 2023).
94. ↑  « Exploit majuscule de la JA Vichy qui remporte la Leaders Cup en dominant Châlons-Reims » , sur lamontagne.fr, 18 février 2024 (consulté le 18 février 2024).
95. ↑  Olivier Rezel, « Coupe de France : la JAV écœure l'Élan Chalon et file en 16e de finale » , sur lamontagne.fr, 17 octobre 2023 (consulté le 7 décembre 2023).
96. ↑  Olivier Rezel, « Coupe de France : la JA Vichy bat Lille et trace sa route vers les 8es de finale » , sur lamontagne.fr, 22 novembre 2023 (consulté le 7 décembre 2023).
97. ↑  « Coupe de France : la JA Vichy se joue encore de Châlons-Reims pour accéder aux quarts de finale » , sur lamontagne.fr, 26 février 2024 (consulté le 28 février 2024).
98. ↑  Olivier Rezel, « Coupe de France : Vichy crée la surprise contre Le Portel et se qualifie en demi-finales, au terme d'un match plein d'envie » , sur lamontagne.fr, 16 mars 2024 (consulté le 17 mars 2024).
99. ↑  Olivier Rezel, « Coupe de France : éliminée par Dijon (Betclic Elite) en demi-finale, la JA Vichy (Pro B) peut sortir la tête haute » , sur lamontagne.fr, 17 mars 2024 (consulté le 18 mars 2024).
100. ↑  Olivier Rezel, « Pro B : la JA Vichy a bien pris son élan à la maison, en dominant le quart de finale aller contre Pau-Orthez » , sur lamontagne.fr, 17 mai 2024 (consulté le 5 juin 2024).
101. ↑  Olivier Rezel, « Pro B : la JA Vichy élimine l'Elan Béarnais et file en demi-finale » , sur lamontagne.fr, 19 mai 2024 (consulté le 5 juin 2024).
102. ↑  Olivier Rezel, « Pro B : la JA Vichy démarre pied au plancher face à Boulazac et lance parfaitement sa série de la demi-finale » , sur lamontagne.fr, 26 mai 2024 (consulté le 5 juin 2024).
103. ↑  Olivier Rezel, « Pro B : nettement battue à Boulazac, la JA Vichy poussée à la belle » , sur lamontagne.fr, 28 mai 2024 (consulté le 5 juin 2024).
104. ↑  Olivier Rezel, « Basket-ball : battue à domicile par Boulazac, la JA Vichy échoue aux portes de la finale de Pro B » , sur lamontagne.fr, 31 mai 2024 (consulté le 5 juin 2024).
105. ↑  Evan Lebastard, « Basket - Pro B : la JA Vichy échoue en demi-finale face à Boulazac (82-86) », sur francebleu.fr, 31 mai 2024 (consulté le 5 juin 2024).
106. 1 2  Olivier Rezel, « Pro B : Dounia Issa sera l'entraîneur de la JA Vichy pour les deux prochaines saisons » , sur lamontagne.fr, 8 mai 2024 (consulté le 8 mai 2024).
107. ↑  Olivier Rezel, « Pro B : Yann Le Diouris va quitter la présidence de la JA Vichy » , sur lamontagne.fr, 9 mai 2024 (consulté le 5 juin 2024).
108. ↑  Kevin Lastique, « Pro B : Dounia Issa prolongé jusqu'en 2027 sur le banc de la JA Vichy » , sur lamontagne.fr, 10 avril 2025 (consulté le 13 avril 2025).
109. ↑  « Parc omnisports Pierre-Coulon », sur ville-vichy.fr, Ville de Vichy (consulté le 7 septembre 2023).